# 黒川 (那珂川水系)
黒川（くろかわ）は、福島県および栃木県を流れる那珂川水系余笹川支流の一級河川である。

## 地理
福島県西白河郡西郷村大字小田倉の赤面山の南にある栃木県との県境の標高約1,250mの地点に源を発する。福島県と栃木県の境をなして南東に流れ、JR東日本東北本線橋梁より南東の下流方向約300mの所で完全に栃木県域に入り南西に向きを変える。JR豊原駅付近では、路線とほぼ平行して流れ、栃木県那須郡那須町大字沼野井付近で余笹川に合流する。
全般的に細く特に下流の方は蛇行が激しくなる。上流には那須どうぶつ王国、マウントジーンズスキーリゾート那須があり、下流の方はキャンプ場や入浴施設がある。
JR豊原駅と白坂駅の間の県境を流れる川である黒川をまたぐ鉄橋は絶好の撮影地となっている。

## 河川施設
- 千振ダム
- 矢の目ダム
- 黒森ダム